# Un conte de Noël
Un conte de Noël, titulada Confesiones en familia en México y Rep. Dominicana, El primer día del resto de nuestras vidas en Argentina y Un cuento de Navidad en España y resto de Hispanoamérica, es una película francesa dirigida por Arnaud Desplechin filmada en 2007 en el municipio francés de Roubaix, situado en el departamento Norte. Su reparto está compuesto por actores como Catherine Deneuve, Mathieu Amalric, Emmanuelle Devos, Jean-Paul Roussillon, Chiara Mastroianni, Anne Consigny y Melvil Poupaud. La cinta participó en la selección oficial del Festival de Cannes de 1998.

## Sinopsis
La historia tiene un contexto complejo. Una pareja con un niño enfermo que necesita un trasplante de médula ósea decide dar a luz a su tercer hijo, Henri, con la esperanza de que sea compatible para donarle su médula. El nuevo bebé es sin embargo incompatible con su hermano, que muere con tan sólo siete años. Con el nacimiento del cuarto hijo el luto por la pérdida del enfermo se amaina paulatinamente. Años después, la madre se entera de que ha sido golpeada por la misma enfermedad y busca un donante entre sus hijos, ya adultos y con historias paralelas. Henri, que regresa inesperadamente para pasar la Navidad con su familia, resulta ser el más indicado para la donación. Sin embargo, el proceso no es sencillo, pues así como la operación puede salvar a la madre también puede acabar con su vida. Por su parte, Henri no alberga ningún afecto hacia ella.

## Reparto
- Catherine Deneuve: Junon.
- Jean-Paul Roussillon: Abel.
- Mathieu Amalric: Henri.
- Anne Consigny: Elizabeth.
- Melvil Poupaud: Ivan.
- Emmanuelle Devos: Faunia.
- Chiara Mastroianni: Sylvia.